# Valla kyrka, Södermanland
Valla kyrka är en kyrkobyggnad som tillhör Katrineholmsbygdens församling i Strängnäs stift. Kyrkan ligger utmed riksväg 55 mellan Katrineholm och Flen.

## Kyrkobyggnaden
Kyrkan uppfördes 1962 efter ritningar av arkitekt Johannes Olivegren och invigdes samma år av biskop Gösta Lundström. Kyrkan med sitt branta sadeltak har en form som påminner om ett skepp. Arkitektens vision var Noas ark och stäven kan skönjas i kyrkans kor. Under kyrkorummet, på bottenvåningen då kyrkan är byggd i suterräng, finns en stor sal, med köksdel. Det var tidigare församlingshem och hyser idag ungdomsverksamheten. Kyrkorummet har ett brant innertak av trä, och golvet är belagt med tegel. Den nuvarande församlingsgården ligger i anslutning till kyrkparken, i ett hus som tidigare har varit både pizzeria och konsumbutik.
Prästgården, som låg bredvid kyrkan, har sålts av Katrineholms församling.

## Inventarier
- Altartavlan är huggen i trä och har motivet "Den sista måltiden".
- Kyrkan fick en ny orgel installerad och invigd hösten 2012, i samband med att kyrkan firade 50-årsjubileum.

### Webbkällor
- anläggningspresentation
- byggnadspresentation